# Омельчук Григорій Купріянович
Григорій Купріянович Омельчук (нар.1 (25) січня 1920, Мала Боровиця — пом.3 березня 1983) — Герой Радянського Союзу, командир батальйону, 1317-го стрілецького полку, капітан.

## Біографія
Народився у селі Мала Боровиця, Плужненської волості, Острозького повіту, Волинської губернії (нині — Білогірський район,  Хмельницької області, Україна).
В армії з 1938 року. Закінчив Київське піхотне училище. З першого дня війни в боях — на Західному, Центральному, 2-му Українському фронтах.
Указом Президії Верховної Ради СРСР від 13 вересня 1944 року за вмілу організацію форсування Південного Бугу, Дністра і Прута, і за виявлену при цьому мужність командиру батальйону, 1317-го стрілецького полку, 202-ї стрілецької дивізії, 27-ї армії, капітану Омельчуку Григорію Купріяновичу присвоєно звання Героя Радянського Союзу.
Після війни продовжував службу в армії. У 1954 році закінчив курси «Постріл». З 1960 підполковник Омельчук — в запасі. Жив в Івано-Франківську. Помер 3 березня 1983 року.

## Нагороди
Григорій Купріянович був нагороджений медаллю «Золота Зірка», орденом Леніна, орденом Жовтневої Революції, двома орденами Червоного Прапора, орденами Вітчизняної війни 1-го і 2-го ступенів, орденом Червоної Зірки, медалями.